# Papagoïte
La papagoïte est une espèce minérale, très rare, de cyclosilicate, avec une formule chimique de CaCu[H3AlSi2O9] ou de CaCuAlSi2O6(OH)3. Caractérisée par sa couleur bleu à bleu céleste, elle cristallise dans le système monoclinique et se présente légèrement plate, bleu ciel sur {100}. Ses cristaux s'étirent jusqu'à environ trois millimètres. Les agrégats radiaux foliés ou microcristallins et les revêtements ou inclusions croûteux dans le quartz sont les habitus plus courants.
De densité 3,25, la papagoïte est moyennement dure (5 à 5,5 sur l'échelle de Mohs), du même ordre que l'apatite. Ses surfaces cristallines visibles ont un éclat vitreux.
Elle est décrite en 1960, par Hutton & Vlisidis, qui ont rendu hommage par son nom aux Papagos (aujourd'hui appelés « Tohono O'odham ») une tribu amérindienne de l'Arizona dont le territoire comprend Ajo. L'IMA valide son entrée cette même année et lui attribue le symbole Pap. Les spécimens contenant de la papagoïte ont été trouvés à Ajo, en Arizona, dans une poche isolée à 45,7 mètres sous le niveau du sol dans une zone qui a maintenant été entièrement déblayée. Le minerai sulfuré à haute teneur le plus proche se trouve alors à 15,2 mètres de profondeur et à 304 mètres à l'est de la localité de la papagoïte.
La papagoïte est une gemme, bien que les cristaux soient généralement trop petits pour être taillés. Cependant, le matériel massif mélangé avec du quartz peut être poli et utilisé pour la fabrication de cabochons.

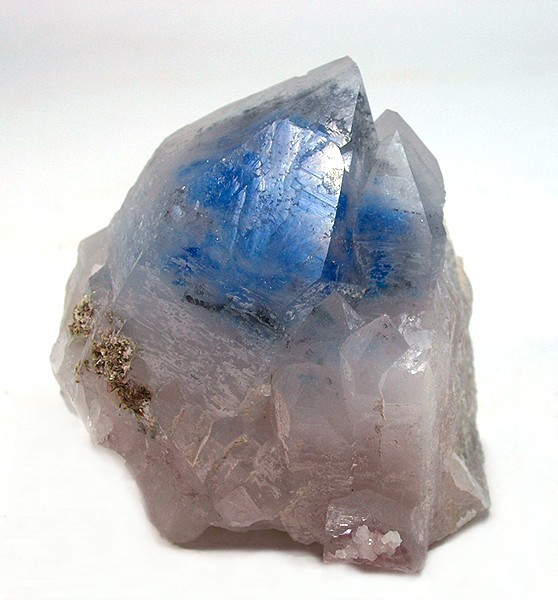
Papagoïte en inclusion dans le quartz. Mine Messina dans le Limpopo en Afrique du Sud.

## Chimie
La masse de la molécule du minéral, qui contient deux sortes de métaux, est de 333,79 gm. Les oxydes occupent 97,60 % de sa masse, dont 36 % de SiO2.
| Composition | Composition |
| ----------- | ----------- |
| Calcium     | 12,01 %     |
| Aluminium   | 8,08 %      |
| Cuivre      | 19,04 %     |
| Silicium    | 16,83 %     |
| Hydrogène   | 0,91 %      |
| Oxygène     | 43,14 %     |

## Classification
Depuis la 8e édition de la classification des minéraux de Strunz, la papagoïte est dans la classe des « silicates et germanates » et dans la section des cyclosilicates. Cette section est subdivisée en différentes sous-sections, dans laquelle elle est le seul membre de la groupe 9.CE.05.
Selon la classification des minéraux de Dana, la papagoïte est également dans la classe des « silicates et germanates », et dans la section des « cyclosilicates à quatre anneaux et  titanosilicates », 60.01.04, dont elle est le seul membre.

## Environnement et gisements
Formée selon le mode paragénétique 23 ou 47, elle provient de l'altération aqueuse près de la surface de roches métasomatiques par des fluides non sensibles à la réaction d'oxydoréduction.
Le matériau type a été trouvé en même temps que celui de l'ajoïte, parmi le quartz, l'albite, la séricite, l'épidote, la calcite, l'apatite, le rutile, la titanite, le zircon, l'anatase, l'alunite et la ténorite, dans les veinules et placages étroits sur les surfaces de glissement dans une roche altérée (un porphyre granodiorite altéré) et se présentait sous forme de cristaux à peu près équidimensionnels, de moins de 1 mm de longueur. La localité type est la mine New Cornelia à Ajo en Arizona, aux États-Unis. La base de données minéralogiques Mindat.org recense seulement 4 gisements dans le monde, la localité type, le gisement de magnésite Bankov près de Košice en Slovaquie, la mine Sinclair dans la zone diamantifère ǃNamiǂNûs (anciennement Lüderitz) dans la région de ǁKaras en Namibie, et la mine Messina (et environs) à Musina dans le Limpopo en Afrique du Sud.